# 太田素子
太田 素子（おおた もとこ、1948年6月17日 - ）は、日本の教育学者、和光大学名誉教授。

## 人物・来歴
東京都豊島区生まれ。1972年東京学芸大学卒。1975年お茶の水女子大学大学院教育学修士課程修了。郡山女子大学助教授、共栄学園短期大学教授、湘北短期大学教授、2007年和光大学現代人間学部教授。2019年退任、名誉教授。
2006年、『子宝と子返し――近世農村の家族生活と子育て』』で第2回河上肇賞奨励賞受賞。同論文を改稿出版した『子宝と子返し 近世農村の家族生活と子育て』で2008年に第6回角川財団学芸賞受賞。

## 著書
- 『江戸の親子 父親が子どもを育てた時代』中公新書 1994／吉川弘文館・読みなおす日本史 2017
- 『子宝と子返し 近世農村の家族生活と子育て』藤原書店 2007
- 『近世の「家」と家族 子育てをめぐる社会史』角川学芸出版・角川叢書 2011

### 共編著
- 『近世日本マビキ慣行史料集成』編 刀水書房、1997
- 『人間形成の全体史 比較発達社会史への道』中内敏夫、関啓子共編 大月書店、1998
- 『〈いのち〉と家族』シリーズ比較家族 森謙二共編 早稲田大学出版部、2006
- 『「育つ・学ぶ」の社会史 「自叙伝」から』小山静子共編 山本敏子、石岡学、前川直哉共著 藤原書店、2008
- 『保育と家庭教育の誕生 1890-1930』浅井幸子共編 藤原書店、2012

## 参考
- J-Global 太田素子
- [ISBN 978-4-04-702152-5]